# The Cat Came Back (película de 1988)
The Cat Came Back es una película animada de 1988 del director canadiense Cordell Barker, producida por el premiado animador Richard Condie en Winnipeg para el National Film Board of Canada. Está basado en la canción infantil " The Cat Came Back " de Harry S. Miller . Fue exhibida junto a la película de Disney ¿Quién engañó a Roger Rabbit?.   

## Trama
La película retrata los esfuerzos cada vez más desesperados del Sr. Johnson para deshacerse de un gato amarillo pequeño pero extremadamente problemático que no abandonará su hogar. 

## Reparto de voces
- Richard Condie como Mr. Johnson

## Recepción y legado
La película obtuvo más de 15 premios, incluido un Premio Genie al Mejor Cortometraje de Animación, así como una nominación a los Premios Óscar. También fue elegida para su inclusión en el libro The 50 Greatest Cartoons del historiador de animación Jerry Beck, ubicándose en el puesto 32. También se incluyó en el Animation Show of Shows.